# Audubon Park (Nova Jérsei)
Audubon Park é um distrito localizado no estado americano de Nova Jérsei, no Condado de Camden.

## Demografia
Segundo o censo americano de 2000, a sua população era de 1102 habitantes.
Em 2006, foi estimada uma população de 1071, um decréscimo de 31 (-2.8%).

## Geografia
De acordo com o United States Census Bureau tem uma área de
0,4 km², dos quais 0,4 km² cobertos por terra e 0,0 km² cobertos por água.

## Localidades na vizinhança
O diagrama seguinte representa as localidades num raio de 4 km ao redor de Audubon Park.